# 宇和島市立明倫小学校
宇和島市立明倫小学校（うわじましりつ めいりんしょうがっこう）は、愛媛県宇和島市にある小学校。
天赦園、愛媛県立宇和島南高等学校、宇和島市立城南中学校に隣接する。

## 沿革
- 1887年（明治20年）6月 - 宇和島尋常小学校として創立。
- 1902年（明治35年）4月 - 宇和島男児尋常小学校に改称。
- 1904年（明治37年）4月 - 宇和島男児尋常高等小学校に改称。
- 1917年（大正6年）4月 - 宇和島第一尋常高等小学校に改称。
- 1928年（昭和3年）4月 - 宇和島第一尋常小学校に改称。

（宇和島市内の小学校の高等科を第三小学校『宇和島尋常高等小学校』にまとめた為）
- 1932年（昭和7年）3月 - 現在地に校舎を新築。
- 1932年（昭和7年）4月 - 宇和島明倫尋常小学校に改称。
- 1933年（昭和8年）6月30日 - 松山城放火事件の犯人により放火され、校舎4棟が焼失。
- 1936年（昭和11年）10月 - 校歌制定。
- 1941年（昭和16年）4月 - 宇和島市明倫国民学校に改称。
- 1947年（昭和22年）4月 - 宇和島市立明倫小学校に改称。
- 1957年（昭和32年）11月 - 創立70周年記念式典挙行。
- 1977年（昭和52年）11月 - 創立90周年記念式典挙行。
- 1987年（昭和62年）12月 - 創立100周年記念式典挙行。

## 通学区域
- 京町、広小路、堀端町、桜町、御徒町、佐伯町1-2丁目、天赦公園、文京町（一部）、御殿町、本町追手1丁目、神田川原3丁目、元結掛1-2丁目、新田町1-4丁目、山際1-4丁目、並松1丁目・中沢町1丁目、坂下津1-2丁目、別当1-6丁目、保手1-5丁目、長堀1-3丁目、青葉台1-3丁目[1]